# Pierre Sancan
Pierre Sancan (* 24. Oktober 1916 in Mazamet; † 20. Oktober 2008 in Paris) war ein französischer Pianist, Dirigent und Komponist.

## Leben
Sancan studierte in Toulouse und am Conservatoire de Paris bei Yves Nat, Jean Gallon, Henri Busser, Jean Estyle, Charles Münch und Roger Désormière. Neben dem Fach Klavier studierte er Komposition, Harmonielehre, Fuge und Kontrapunkt. 1943 gewann er den Prix de Rome mit der Kantate La légende d’Icare. Dies ermöglichte ihm ein Stipendiat an der Villa Medici in Rom von 1946 bis 1947.
Als Pianist lebte Pierre Sancan in einer Übergangsperiode. Anfang der 1950er Jahre wurde die damals viel gerühmte, technisch perfektionierte französische Kultur des Klavierspiels in zweierlei Hinsicht erschüttert: Zum einen tauchten einige russische Klavierspielvirtuosen im Westen auf, die mit ihrer Spielweise Althergebrachtes in Frage stellten. Zum anderen wurden die französischen Klaviere von Pleyel und Sébastien Érard mehr und mehr vom anglo-deutschen Klavierbau, namentlich vertreten durch Steinway & Sons, verdrängt. Sancan trug diesen Wandel mit und beschäftigte sich unter anderem intensiv mit der Physiologie, der Körperarbeit beim Klavierspiel, dem Zusammenwirken von Fingern, Armen und Rücken des Pianisten. Seine Abkehr vom temporeichen Spiel in der Tradition von Camille Saint-Saëns und Isidore Philipp, zu Gunsten eines zurückhaltenderen, ausdrucksvolleren Stils, trug ihm seinerzeit Kritik ein; mit der Zeit setzte er sich jedoch mit seinen Auffassungen durch.
Von 1956 bis 1985 wirkte er am Conservatoire als Professor für Klavier. Anfang der 1960er Jahre gingen aus seiner Klasse die ersten berühmten Klaviervirtuosen hervor. Jean-Philippe Collard gewann 1960 den zweiten Preis der Unter-fünfzehn-Jährigen beim internationalen Jugendmusikwettbewerb in Berlin. Jean-Bernard Pommier machte 1962, im Alter von 17 Jahren, beim Tschaikowski-Wettbewerb in Moskau Furore. Andere bekannte Pianisten, die bei Sancan studiert hatten, sind Michel Béroff, Marc Laforêt, Abdel Rahman El-Bacha, Jean-Efflam Bavouzet, Kristin Merscher, Jacques Rouvier, Jean-Marc Savelli und viele andere. In seinem Lehrprogramm pflegte Sancan auch und insbesondere das Studium und die Praxis der Musik des 20. Jahrhunderts.
Obwohl er in seiner pianistischen Karriere hinter einigen seiner Schüler zurückzutreten scheint, so sind doch eine Reihe von pianistischen Auftritten höchsten Niveaus auf öffentlicher Bühne bemerkenswert, sowohl in Frankreich als auch im Ausland. Seine Schallplattenaufnahmen sind nicht mehr im Handel erhältlich. Er machte Aufnahmen der beiden Klavierkonzerte von Maurice Ravel, unter dem Dirigenten Pierre Dervaux, sowie gemeinsam mit André Navarra eingespielte Sonaten für Violoncello und Klavier von Ludwig van Beethoven. Auf Youtube kann man Kompositionen von ihm hören und auch ihn selbst am Klavier spielen sehen und hören.
Sancan komponierte eine Oper, drei Ballette, Instrumentalkonzerte, kammermusikalische Werke und Lieder. 
In den späten 1980er Jahren erkrankte Sancan an der Alzheimer-Krankheit und zog sich aus dem öffentlichen Leben zurück.

## Werke
- La légende d’Icare, Kantate, 1943
- Sonatine für Flöte und Klavier, 1946
- Commedia dell’arte, Ballett, 1952
- Klavierkonzert, 1957
- Violinkonzert, 1958
- Streichersinfonie, 1961
- Ondine, Fille de la forêt, Oper, 1962
- Reflet, Ballett, 1963
- Les fourmis, Ballett, 1966
- Concertino für Klavier und Kammerorchester, 1966
- ”Lamento et Rondo”, für Altsaxophon und Klavier

## Filmografie
- 1946: Die Gräfin von Lunegarde (Lunegarde)
- 1946: Les malheurs de Sophie
- 1951: Olivia